# Spoorlijn 75A
Spoorlijn 75A is een Belgische spoorlijn die Moeskroen met Froyennes (bij Doornik) verbindt. De spoorlijn is 15,6 km lang.

## Geschiedenis
De spoorlijn werd geopend op 24 oktober 1842 door de Belgische Staatsspoorwegen als onderdeel van de lijn Kortrijk - Doornik. Op 10 januari 1982 werd de lijn geëlektrificeerd met 3 kV.
De spoorlijn is dubbelsporig uitgevoerd en de maximumsnelheid bedraagt 140 km/u.
Van 30 augustus 2020 tot en met 3 december 2021 werd het treinverkeer op de spoorlijn stilgelegd omdat de technische installaties van lijn 75A, tussen Moeskroen en Froyennes, dateren van begin jaren 80. Aangezien ze het einde van hun levensduur bereikt hebben, zijn ze aan vernieuwing toe, ook zullen bij deze werken de perrons van de stations Herzeeuw en Froyennes vernieuwd, verhoogd en verlengd worden, de oude perrons van het voormalige station Templeuve zullen opgebroken worden.

## Treindiensten
De NMBS verzorgt het personenvervoer met IC, L, Piekuur- en ICT-treinen. Sinds 13 december 2020
| Serie       | Treinsoort            | Route                                                                                         | Bijzonderheden                                                                                     |
| ----------- | --------------------- | --------------------------------------------------------------------------------------------- | -------------------------------------------------------------------------------------------------- |
| IC 19       | Intercity (NMBS)      | Kortrijk – Moeskroen – Herzeeuw – Froyennes – /Doornik – Bergen – Charleroi-Centraal – Namen  | Eerst en laatste ritten van/naar Kortrijk.                                                         |
| IC 25       | Intercity (NMBS)      | Moeskroen – Doornik – Bergen – Charleroi-Centraal – Namen – Luik-Guillemins – Herstal – Liers | Rijdt in het weekend tussen Moeskroen en Liers.                                                    |
| IC 26       | Intercity (NMBS)      | Kortrijk – Doornik – Brussel-Zuid – Sint-Niklaas                                              | Rijdt alleen op werkdagen, laatste rit stopt bijkomend in elk station tussen Jette en Dendermonde. |
| ICT 6700    | Toeristentrein (NMBS) | Charleroi-Centraal – Bergen – Doornik – Moeskroen – Brugge – Blankenberge                     | Rijdt in juli en augustus.                                                                         |
| L 4650      | L-trein (NMBS)        | Quévy – Bergen – [ Doornik – Moeskroen ] / [ Quiévrain ]                                      | Rijdt in het weekend tussen Bergen en Quiévrain.                                                   |
| P 7510/8510 | Piekuurtrein (NMBS)   | Moeskroen – Doornik – Brussel-Zuid – Schaarbeek                                               | Rijdt alleen op werkdagen. Twee treinen verder als IC-18 naar Luik-Paleis.                         |

## Aansluitingen
In de volgende plaatsen is of was er een aansluiting op de volgende spoorlijnen:
Moeskroen
Spoorlijn 75 tussen Gent-Sint-Pieters en Moeskroen
Herseaux
Spoorlijn 85 tussen Herzeeuw en Leupegem
Froyennes
Spoorlijn 94 tussen Halle en Blandain